# Virtua Fighter 4
Virtua Fighter 4 est un jeu de combat en 3D développé par Sega-AM2 et commercialisé par Sega en 2001 sur borne d'arcade Naomi 2 et en 2002 sur PlayStation 2,,. Il fait partie de la série Virtua Fighter. Virtua Fighter 4 est le premier jeu d'arcade à proposer une connexion au réseau Internet VF.Net, créé spécialement pour ce jeu,.

## Système de jeu
Virtua Fighter 4 reprend les bases du système de jeu des précédents épisodes de la série :
- Le système de jeu utilise seulement trois boutons (A : parer ; B : poing ; C : pied) mais les combinaisons possibles rendent le nombre de coups et d'enchainements permis très important. Le jeu est en grande partie très réaliste et contient peu de coups spéciaux fantaisistes comme la majorité des jeux du genre en 2D.
- Les projections se font avec les boutons A + B et les coups circulaires avec B + C. Il y a de nombreuses façon de se relever après avoir été mis à terre selon le personnage utilisé et sont placement, les enchainements (ou combos) sont nombreux et peuvent être adaptés (un combo peut par exemple se terminer par un coup de pied haut (bouton C) ou une « balayette » (diagonale bas-avant  + bouton C) : le système de jeu est d'une grand finesse et invention, et respecte les différents arts martiaux qui y sont représentés.

Le jeu est réputé pour ses timing très rapides et difficiles à maîtriser. Les combats sont la plupart du temps de courte durée. Le jeu propose différents types de niveaux (décors) : les arènes fermées (dont les barrières sont parfois destructibles) et les arènes ouvertes où les combattants peuvent se faire éjecter hors du ring. Le quatrième bouton, innovation de Virtua Fighter 3 qui permettait de faire un mouvement d'esquive sur le côté, est remplacé par une manipulation : il s'agit de presser rapidement deux fois les directions « haut » ou « bas » et les boutons A, B et C lors de la deuxième direction.
La version arcade du jeu permet de sauvegarder un « profil » et ses statistiques de combat sur une carte mémoire qui s'insère dans la machine.

## VF.Net
Le réseau VF.Net (Virtua Fighter Network) a été mis en œuvre lors de la sortie de VF4. C'est un réseau créé par Sega (par l'intermédiaire de NTT-ME) qui permet aux joueurs sur borne d'arcade de sauvegarder les classements, high scores et les données personnelles,.
Pour utiliser ce service, il fallait se munir d'un téléphone mobile i-mode, EZweb, Vodafone live!, ou d'un PC ou d'un smartphone compatible.
Une édition intitulée VF4 History est sortie dans une compilation avec Shenmue II sur Dreamcast,, en version deux CD dont un permettait de se connecter au VF.Net (à l'aide d'un VF Passeport). Il ne s'agit cependant pas du jeu, mais d'un CD compilant des photos, démos vidéo, musiques et interviews autour du jeu.
Des jeux d'arcade comme Sega Network Taisen Mahjong MJ4, Quest of D, StarHorse2 ont bénéficié de ces services de contenu.
Plus tard le service VF.Net vat devenir ALL.Net en 2004.

## Version PlayStation 2
La version PlayStation 2 propose en plus des modes classiques arcade et versus :
- Un mode Quest (quête) qui simule des confrontations dans des salles d'arcade toujours plus réputées au fur et à mesure de la progression. Chaque combattant géré par la console possède un profil (nom, look), un niveau de jeu (kyū, dan, etc) et un style de combat particulier (avec ses forces et ses faiblesses). La variété des adversaires (plus d'une centaine) et le nombre élevé de tournois rend le mode très intéressant. Au fil de la progression, le joueur amasse de l'argent qui lui permet d'acheter de nouveaux vêtements et accessoires pour son personnage ainsi que divers bonus (vidéos). Très original, ce mode est devenu un classique que l'on retrouve désormais dans des séries concurrentes comme Soul Calibur.
- Un mode IA qui propose de gérer un combattant inexpérimenté et de le faire progresser pendant des entrainements ou des combats en orientant sa façon de jouer (tactique de jeu, type de coups employé, etc).
- Un mode Trial (entraînement) très complet qui propose une gamme d’exercices variés, permettant d'apprendre les mouvements élémentaires comme les techniques les plus avancées.

## Liste des personnages
- Akira Yuki
- Jacky Bryant
- Jeffry McWild
- Kage-Maru
- Lau Chan
- Pai Chan
- Sarah Bryant
- Wolf Hawkfield
- Lion Rafale
- Shun Di
- Aoi Umenokouji
- Lei Fei
- Vanessa Lewis